# Cónclave de 1721
El cónclave papal de 1721 se convocó tras la muerte del papa Clemente XI. Comenzó el 31 de marzo de 1721 y finalizó el 8 de mayo del mismo año con la elección del cardenal Miguel Ángel dei Conti como papa Inocencio XIII.

## Divisiones en el Colegio Cardenalicio
El Colegio Cardenalicio estaba dividido en cuatro facciones: dos políticas y dos curiales. La facción imperial, la más fuerte del Sacro Colegio, estaba encabezada por el ministro imperial Althan; su fuerza se estimaba entre veinte y veinticinco votos. Representaba los intereses de Carlos VI, emperador del Sacro Imperio Romano Germánico.
La facción borbónica, el grupo de cardenales que defendía los intereses de las dos potencias católicas gobernadas por los reyes Borbones —Francia y España— , incluía a once o doce cardenales. Representaban los intereses de Luis XV de Francia y Felipe V de España.
El partido clementino constituyó la tercera facción. Annibale Albani, cardenal sobrino de Clemente XI, lideró el grupo de cardenales creado por su tío. Se estimó que su número oscilaba entre ocho y quince. Finalmente, los zelanti formaron el partido de cardenales que se oponían a las influencias seculares en la Iglesia. Su líder era el cardenal Fabroni. Se estimó que su número oscilaba entre seis y doce.
Se esperaba en general que las dos facciones curiales, los Clementinos y los Zelanti, unieran sus fuerzas en el cónclave.

## Papables
Hasta treinta cardenales fueron considerados papables, pero entre ellos Francesco Pignatelli era considerado el favorito general. Contaba con el apoyo de Austria y también contaba con numerosos partidarios entre los zelanti. Annibale Albani apoyó oficialmente al candidato de Austria, pero en realidad quería elegir a Fabrizio Paolucci, secretario de Estado de su tío. Otros candidatos con serias posibilidades de ser elegidos eran Corsini, Tanara, Conti, Pamphili, Barbarigo y Gozzadini.

## Cardenales excomulgados
A la muerte del papa Clemente XI, dos cardenales, Giulio Alberoni y Louis Antoine de Noailles, fueron excomulgados. Sin embargo, se decidió invitarlos al cónclave. El cardenal Noailles se excusó por su avanzada edad y su mala salud.
Otro problema afectaba al cardenal vicecanciller Ottoboni: aún no había sido ordenado. Pero finalmente también se le permitió participar en el cónclave.

## Cónclave
Solo veintisiete cardenales entraron en el cónclave el 31 de marzo. Para el 9 de abril, el número de electores alcanzó solo cuarenta. Los dos últimos cardenales, Thomas Philip Wallrad de Hénin-Liétard d'Alsace y Damian Hugo Philipp von Schönborn, llegaron recién el 7 de mayo.
El cardenal Annibale Albani, aprovechando el reducido número de electores (en su mayoría cardenales curiales creados por su tío), intentó lograr una rápida elección de su candidato, Fabrizio Paolucci. En el primer escrutinio, realizado el 1 de abril por la mañana, Paolucci obtuvo ocho votos en la papeleta y dos adicionales en el accessus. En el segundo escrutinio, realizado por la tarde del mismo día, a Paolucci le faltaban solo tres votos para ser elegido. Pero en ese momento, el cardenal Althan (el único cardenal de la Corona presente en las primeras votaciones), en nombre del emperador Carlos VI, pronunció la exclusión oficial de Paolucci.
El veto imperial tuvo mucho éxito. El 2 de abril por la mañana no hubo ni un solo voto a favor del cardenal secretario de Estado. Ese mismo día, el cardenal francés Rohan entró en el cónclave. Agradeció a Althan su acción contra Paolucci.
Durante abril se propusieron varios candidatos —Spada, Gozzadini, Cornaro, Caracciolo—, pero ninguno había conseguido un apoyo significativo. El 20 de abril, el cardenal Cienfuegos llegó con nuevas instrucciones de la Corte Imperial. A finales de este mes, quedó claro que el que tenía más posibilidades de ganar la elección era el cardenal Conti, propuesto por la facción francesa. 
El 25 de abril, Conti obtuvo siete votos. La facción imperial, sin embargo, seguía esperando la llegada de su principal candidato, Pignatelli, y tenía instrucciones de votar por Conti solo en última instancia. Pero cuando Pignatelli finalmente se unió a los electores el 1 de mayo, España excluyó oficialmente su candidatura. El fracaso de Pignatelli fue decisivo: la facción imperial, admitiendo la imposibilidad de elegir a su candidato, accedió a votar por Conti. En los días siguientes, las facciones curiales también prometieron su apoyo a Conti.

## Elección del Papa Inocencio XIII
El 8 de mayo por la mañana, en la septuagésima quinta votación, el cardenal Miguel Ángel de' Conti fue elegido papa, con cincuenta y cuatro votos de cincuenta y cinco. El único voto en contra fue el suyo, que otorgó a Sebastiano Antonio Tanara, decano del Colegio Cardenalicio. Aceptó su elección y adoptó el nombre de Inocencio XIII, en honor al papa Inocencio III, también de la familia Conti. Poco después, el protodiácono Benedicto Pamphili anunció su elección al pueblo de Roma con la antigua fórmula Habemus Papam, y el 18 de mayo lo coronó solemnemente en la escalinata de la patriarcal Basílica Vaticana.